# جبهة العدالة والتنمية
جبهة العدالة والتنمية حزب سياسي جزائري أسسه الشيخ عبد الله جاب الله في 30 يوليو 2011 بعد انسحابه من حركة الإصلاح الوطني والحزب ذو توجه إسلامي ويدعو إلى أسلمة المجتمع وإلى التنمية وتوفير الفرص للشباب وإلى مصالحة حقيقية في الجزائر تساهم في عودة الحقوق السياسية لكل الجزائريين بمن فيهم أعضاء جبهة الانقاض المحظورة وشارك الحزب في آخر انتخابات تشريعية لسنة 2012 وفاز بسبعة مقاعد في البرلمان.

## تاريخ مسيرة
أنشأ عبد الله جاب الله جمعية النهضة التي تحولت إلى حزب سياسي سرعان ما عرف أزمات، فأنشأ حركة الإصلاح الوطني. أسس بمعية سياسيين آخرين بعد الربيع العربي جبهة العدالة والتنمية، التي قاطعت الانتخابات الرئاسية في 17 أبريل/نيسان 2014.
تبنى خط الاعتدال والوسطية في خطابه الإسلامي الدعوي وفي الممارسة السياسية، وهو يؤمن بالحوار والتعددية.